# Vai protetto
Vai protetto è un album discografico di Alberto Fortis pubblicato nel 2008 dalla Formica Edizioni Musicali.

## Descrizione
Il disco contiene rielaborazioni di alcuni brani, cover e inediti. In S.O.S. a voi romani collabora Franco Califano.

## Tracce
1. S.O.S. a voi romani
2. Vai protetto
3. Roma capoccia
4. Cina
5. Via del campo
6. Vita ch'è vita
7. Ciao amore
8. Dentro il giardino
9. Lillà
10. Tu puoi Maria
11. Sindone
12. Halleluja
13. Tell Me
14. I Will Say Goodbye
15. Hey Mama